# Globo d’oro/Beste Filmmusik
Globo d’oro ist eine Auszeichnung für Beste Filmmusik (Globo d’oro alla miglior musica), die in Italien verliehen wird.
Dieser Filmpreis wird seit 1991 vergeben.
| Jahr | Preisträger                           | Film                                                      |
| ---- | ------------------------------------- | --------------------------------------------------------- |
| 1991 | Giancarlo Bigazzi und Marco Falagiani | Mediterraneo                                              |
| 1992 | Pino Daniele                          | Pensavo fosse amore invece era un calesse                 |
| 1993 | Ennio Morricone                       | Il lungo silenzio                                         |
| 1994 | Federico De Robertis                  | Sud                                                       |
| 1995 | Luis Bacalov                          | Der Postmann Il postino                                   |
| 1996 | Pino Donaggio                         | Palermo Milano solo andata                                |
| 1997 | Pivio De Scalzi und Aldo De Scalzi    | Hamam – Das türkische Bad Il bagno turco                  |
| 1998 | Nino D’Angelo                         | Oh Tano! Für Dich lohnt es sich zu sterben Tano da morire |
| 1999 | Alessio Vlad                          | Shandurai und der Klavierspieler L'assedio                |
| 2000 | Riz Ortolani                          | La via degli angeli                                       |
| 2001 | Armando Trovajoli                     | Concorrenza sleale                                        |
| 2002 | Luis Bacalov                          | Il consiglio d'Egitto                                     |
| 2003 | Andrea Guerra                         | La finestra di fronte                                     |
| 2004 | Banda Osiris                          | Primo amore                                               |
| 2005 | Andrea Morricone                      | Raul - Diritto di uccidere                                |
| 2006 | Nicola Piovani                        | Der Tiger und der Schnee (La tigre e la neve)             |
| 2007 | Neffa                                 | Saturno Contro – In Ewigkeit Liebe (Saturno contro)       |
| 2008 | Luis Bacalov                          | Hotel Meina                                               |
| 2009 | Mauro Pagani                          | L'ultimo Pulcinella                                       |
| 2010 | Ennio Morricone                       | Baarìa Baarìa – La porta del vento                        |
| 2011 | Marco Werba                           | Native                                                    |
| 2012 | Patty Pravo                           | Com’è bello far l’amore                                   |
| 2013 | Franco Piersanti                      | Ich und Du (Io e te)                                      |
| 2014 | Pivio De Scalzi und Aldo De Scalzi    | Song’e Napule                                             |